# Rhyparus pseudominor
Rhyparus pseudominor är en skalbaggsart som beskrevs av Bordat 1996. Rhyparus pseudominor ingår i släktet Rhyparus och familjen Aphodiidae. Inga underarter finns listade i Catalogue of Life.